# Feiertag
Unter einem Feiertag (ahd. fîra aus lateinisch fēria ‚Festtag‘, ‚der religiösen Feier gewidmeter, arbeitsfreier Tag‘; dazu feiern, ursprünglich ‚die Arbeit ruhen lassen‘, ahd. fîrôn von lateinisch fēriāri; vgl. Feierabend, Ferien) oder Festtag (lateinisch dies fēstus, ‚ein der [öffentlichen] religiösen Feier gewidmeter Tag‘; vgl. Fest) wird im deutschen Sprachraum allgemein ein arbeitsfreier Tag mit besonderer Feiertagsruhe verstanden. Alle Kulturen und Völker feiern regelmäßig bestimmte Ereignisse von gesellschaftlichem oder religiösem Rang. Diese sind oft durch die Rechtsordnungen der einzelnen Staaten besonders geschützt. Man spricht im deutschen Sprachraum dann von gesetzlichen Feiertagen.

## Allgemeines
Die einzelnen Wochentage unterscheiden sich vor allem durch deren Nutzung. Während an Werktagen gearbeitet wird (Arbeitstage), sind Sonntage und Feiertage so genannte Ruhetage. Das gilt in vielen Kulturkreisen. Zwischen Sonn- und Feiertagen wird vor allem deshalb unterschieden, weil ein bestimmter Feiertag durch Unregelmäßigkeiten im Kalender auf einen Werktag oder Sonntag fallen kann und dann entschieden werden muss, wie hiermit umgegangen wird. Dies ist im Arbeitsrecht zu klären.
Weichen Betriebssitz und tatsächlicher Arbeitsort voneinander ab, gilt, insbesondere im Falle des Homeoffice, das Feiertagsrecht des tatsächlichen Arbeitsorts. Für die Einhaltung einer gerichtlichen Frist kommt es auf die Feiertagsregelungen an dem Ort an, an dem sich das betreffende Gericht befindet.
Das Judentum feiert im Gedenken an den siebenten Tag der Schöpfung, an dem Gott ruhte (2,2–3 ), den Sabbat als siebenten Tag der Woche, christlicher Wochenruhetag ist im Gedanken an die Auferstehung Christi der erste Tag der Woche, der Sonntag, islamischer der Freitag.

## Arten
Allgemein wird zwischen folgenden Feiertagen unterschieden:
- Gesetzlicher Feiertag ist ein Feiertag, der durch Gesetze oder Rechtsnormen festgelegt ist (zur Situation in den einzelnen Ländern siehe die jeweiligen Länderartikel).
- Religiöse Feiertage 
  - Christentum: Kirchlicher Feiertag ist ein durch die Kirche festgelegter und meist auf der Religion beruhender Feiertag. Das Zweite Vatikanische Konzil bezeichnete den Sonntag als „Ur-Feiertag“.[7]
  - Religiöse Feiertage sind müssen nicht immer auch gesetzliche Feiertage sein (je nach Staat oder Gliedstaat).
- Nationalfeiertage hängen meist mit der Staatsgründung oder dem Erlass der Verfassung zusammen.

## Feste und bewegliche Feiertage
Feste und bewegliche Feiertage unterscheiden sich wie folgt:
| Tag                  | Beispiele | Kalenderdatum | Anmerkungen |
| -------------------- | --- | --- | --- |
| feste Feiertage      | Neujahr Erscheinung des Herrn Erster Mai Veteranentag Mariä Himmelfahrt Allerheiligen Unbefleckte Empfängnis Weihnachten | 1. Januar 6. Januar 1. Mai 15. Juni 15. August 1. November 8. Dezember 25. Dezember, in einigen Staaten auch der 26. Dezember                                                                                                  | Neujahrsfest auch Epiphanie oder Dreikönigsfest genannt Tag der Arbeit, internationaler Arbeiterfeiertag erinnert an Militärveteranen Mariä Aufnahme in den Himmel Gedenktag für Heilige Maria, Mutter Jesu wurde vor der Erbsünde bewahrt Geburt Jesu Christi |
| bewegliche Feiertage | Gründonnerstag Karfreitag Ostern Christi Himmelfahrt Pfingsten Fronleichnam                                              | drei Tage vor Ostern zwei Tage vor Ostern erster Sonntag nach dem ersten Frühlingsvollmond 40. Tag der Osterzeit, fällt immer auf einen Donnerstag 50. Tag der Osterzeit 60. Tag nach Ostern, fällt immer auf einen Donnerstag | letztes Abendmahl Jesu mit den zwölf Aposteln Gedenktag des Leidens und Sterbens Jesu Christi am Kreuz Osterfest Aufnahme und Erhöhung Jesu Christi als Sohn Gottes zu seinem Vater in den Himmel Sendung des Geistes Gottes zu den Jüngern Jesu und seine bleibende Gegenwart in der Kirche. die bleibende Gegenwart des als Sohn Gottes angesehenen Jesus Christus im Sakrament |

Die Regelung gesetzlicher Feiertage hat Auswirkungen im Arbeitsrecht (zusätzliche Freizeit), sowie bei den Ladenschlusszeiten, im Verkehrsrecht und in den Schulzeiten.
Feste Feiertage finden immer am gleichen Kalenderdatum eines Jahres statt. Die beweglichen Feiertage sind mehrheitlich im Kirchenjahr durch den Mondkalender der jüdischen Tradition bestimmt. Sie finden jedes Jahr an einem anderen Kalendertag statt, hängen aber mit Ausnahme des Buß- und Bettags vom Osterdatum ab.
Neben diesen Feiertagen gibt es viele weitere vom Osterdatum abhängige Tage.

## Religiöse und politische Feiertage
Religiöse und politische Feiertage unterscheiden sich wie folgt:
| Art                  | Beispiele |
| -------------------- | --- |
| religiöse Feiertage  | Christentum: siehe Kirchenjahr, römischer Generalkalender; Judentum: siehe jüdische Feste; Islam: siehe islamische Festtage, islamischer Kalender; Buddhismus: siehe Buddhistische Feste und Feiertage; Bahai-Glaube: siehe Bahai-Kalender |
| politische Feiertage | Tag der Arbeit, Europatag, Nationalfeiertage, z. B. : Tag der Deutschen Einheit, : Nationalfeiertag (Österreich), : Schweizer Bundesfeiertag, : Fête Nationale, : Festa della Repubblica, : Independence Day                               |

Allgemein wird in der EU der Europatag als Feiertag angesehen, er ist jedoch nur in Luxemburg ein gesetzlicher Feiertag. Das Judentum feiert im Gedenken an den siebenten Tag der Schöpfung, an dem Gott ruhte (2,2–3 ), den Sabbat als siebenten Tag der Woche, christlicher Wochenruhetag ist im Gedanken an die Auferstehung Christi der erste Tag der Woche, der Sonntag, islamischer der Freitag.

## Feiertage International

### Gesetzliche Feiertage
| Land                   | Anzahl gesetzliche Feiertage¹ |
| ---------------------- | ----------------------------- |
| Argentinien            | 15                            |
| Bolivien               | 12                            |
| Brasilien              | 11                            |
| Chile                  | 14                            |
| Dänemark               | 09                            |
| Deutschland            | 10                            |
| Ecuador                | 09                            |
| Finnland               | 10                            |
| Frankreich             | 11                            |
| Indien                 | 18                            |
| Indonesien             | 14                            |
| Irland                 | 09                            |
| Italien                | 11                            |
| Japan                  | 15                            |
| Kolumbien              | 18                            |
| Kroatien               | 11                            |
| Lettland               | 10                            |
| Libanon                | 16                            |
| Litauen                | 12                            |
| Luxemburg              | 10                            |
| Malaysia               | 14                            |
| Malta                  | 14                            |
| Mexiko                 | 07                            |
| Niederlande            | 08                            |
| Österreich             | 13                            |
| Peru                   | 12                            |
| Philippinen            | 14                            |
| Polen                  | 11                            |
| Portugal               | 13                            |
| Rumänien               | 09                            |
| Schweden               | 11                            |
| Schweiz                | 09                            |
| Singapur               | 11                            |
| Slowakei               | 15                            |
| Slowenien              | 12                            |
| Spanien                | 14                            |
| Südafrika              | 12                            |
| Südkorea               | 15                            |
| Taiwan                 | 13                            |
| Tschechien             | 12                            |
| Türkei                 | 14,5                          |
| Ungarn                 | 08                            |
| Venezuela              | 14                            |
| Vereinigtes Königreich | 08                            |
| Vereinigte Staaten     | 10                            |
| Vietnam                | 09                            |
| Zypern                 | 15                            |

¹ regionale Feiertage nicht mit eingerechnet.

² nur Arbeitnehmer mit einer 6-Tage-Arbeitswoche haben einen Anspruch auf 24 Urlaubstage.

³ abhängig von der Dauer des Anstellungsverhältnisses, Maximalsatz ab 6,5 Jahren Anstellung

### Feiertage in existierenden Staaten
- Feiertage in Armenien
- Feiertage in Aserbaidschan
- Feiertage in Belgien
- Staatliche Feiertage in Bosnien und Herzegowina
- Feiertage in Bulgarien
- Feiertage in Brasilien
- Feiertage in der Republik China (Taiwan)
- Feiertage in Dänemark
- Feiertage in Deutschland
- Feiertage in Estland
- Feiertage in Finnland
- Feiertage in Frankreich
- Feiertage in Gambia
- Feiertage in Georgien
- Feiertage in Ghana
- Feiertage in Indonesien
- Feiertage im Irak
- Feiertage in Irland
- Feiertage in Island
- Feiertage in Italien
- Feiertage in Japan
- Feiertage in Kanada
- Feiertage in Kenia
- Feiertage in Kroatien
- Feiertage in Liberia
- Feiertage in Liechtenstein
- Feiertage in Litauen
- Feiertage in Luxemburg
- Feiertage in Namibia
- Feiertage in Nauru
- Feiertage in den Niederlanden
- Feiertage in Österreich
- Feiertage in Pakistan
- Feiertage auf den Pitcairninseln
- Feiertage in Polen
- Feiertage in Portugal
- Feiertage auf den Philippinen
- Feiertage in Rumänien
- Feiertage in Russland
- Feiertage in St. Helena, Ascension und Tristan da Cunha
- Feiertage in Schweden
- Feiertage in der Schweiz
- Feiertage in Serbien
- Feiertage in Simbabwe
- Feiertage in Singapur
- Feiertage in Sierra Leone
- Feiertage in der Slowakei
- Feiertage in Somalia
- Feiertage in Spanien
- Feiertage in Südafrika
- Feiertage in Suriname
- Feiertage in Syrien
- Feiertage in Tansania
- Feiertage in Thailand
- Feiertage in Tonga
- Feiertage in Tschechien
- Feiertage in der Türkei
- Feiertage in Tuvalu
- Feiertage in der Ukraine
- Feiertage im Vereinigten Königreich
- Feiertage in den Vereinigten Staaten

### Feiertage in ehemaligen Staaten
- Feiertage in der DDR
- Feiertage im Deutschen Reich 1933–1945
- Feiertage in Jugoslawien
- Feiertage in der Sowjetunion
- Feste und Feiertage im Römischen Reich

## Wirtschaftliche Aspekte
Da an Ruhetagen (Urlaub, Sonn- und Feiertage) nicht gearbeitet wird, wirkt sich volkswirtschaftlich eine hieraus resultierende verringerte Produktion – ceteris paribus – negativ auf das Bruttoinlandsprodukt (BIP) aus und bremst das Wirtschaftswachstum. Deshalb sind Ruhetage und die Saisonarbeit die wichtigsten Einflussgrößen beim BIP (siehe Saisonbereinigung). Die Einführung von weiteren Feiertagen ermäßigt deshalb das Bruttoinlandsprodukt (siehe Kalenderbereinigung). Ein Arbeitstag mehr oder weniger dürfte im Frühjahr größere Wirkungen auf die Produktion haben als einer zwischen Weihnachten und Neujahr, da in diesem Zeitraum viele Unternehmen Betriebsferien haben oder mit verringerter Belegschaft arbeiten.